# End of the Road World Tour

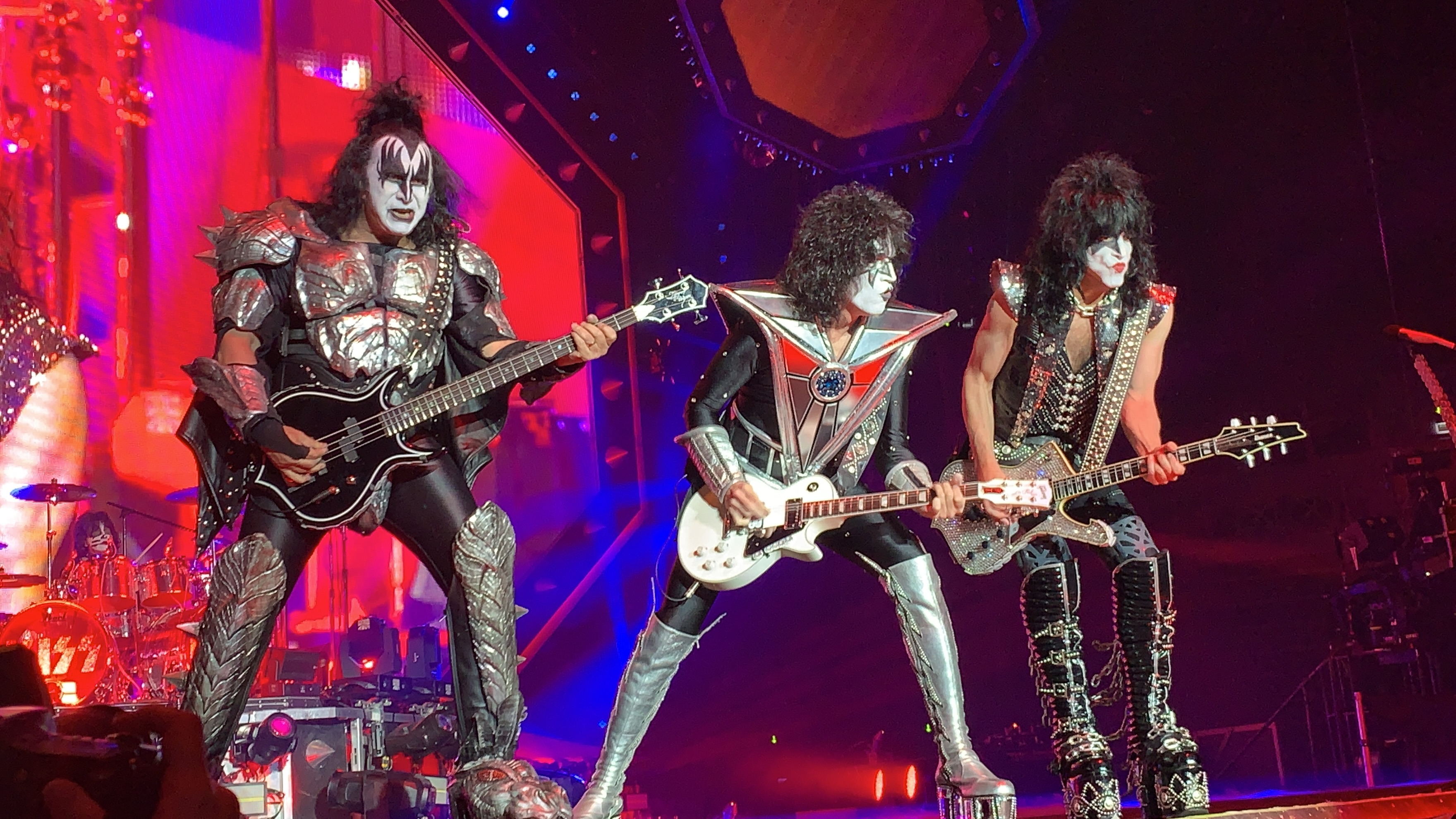
Kiss uppträder i Kraków i juni 2019.

End of the Road World Tour var en turné som genomfördes av hårdrockgruppen KISS. Turnén inleddes i Vancouver den 31 januari 2019 och avslutades i New York den 2 december 2023.

## Medverkande

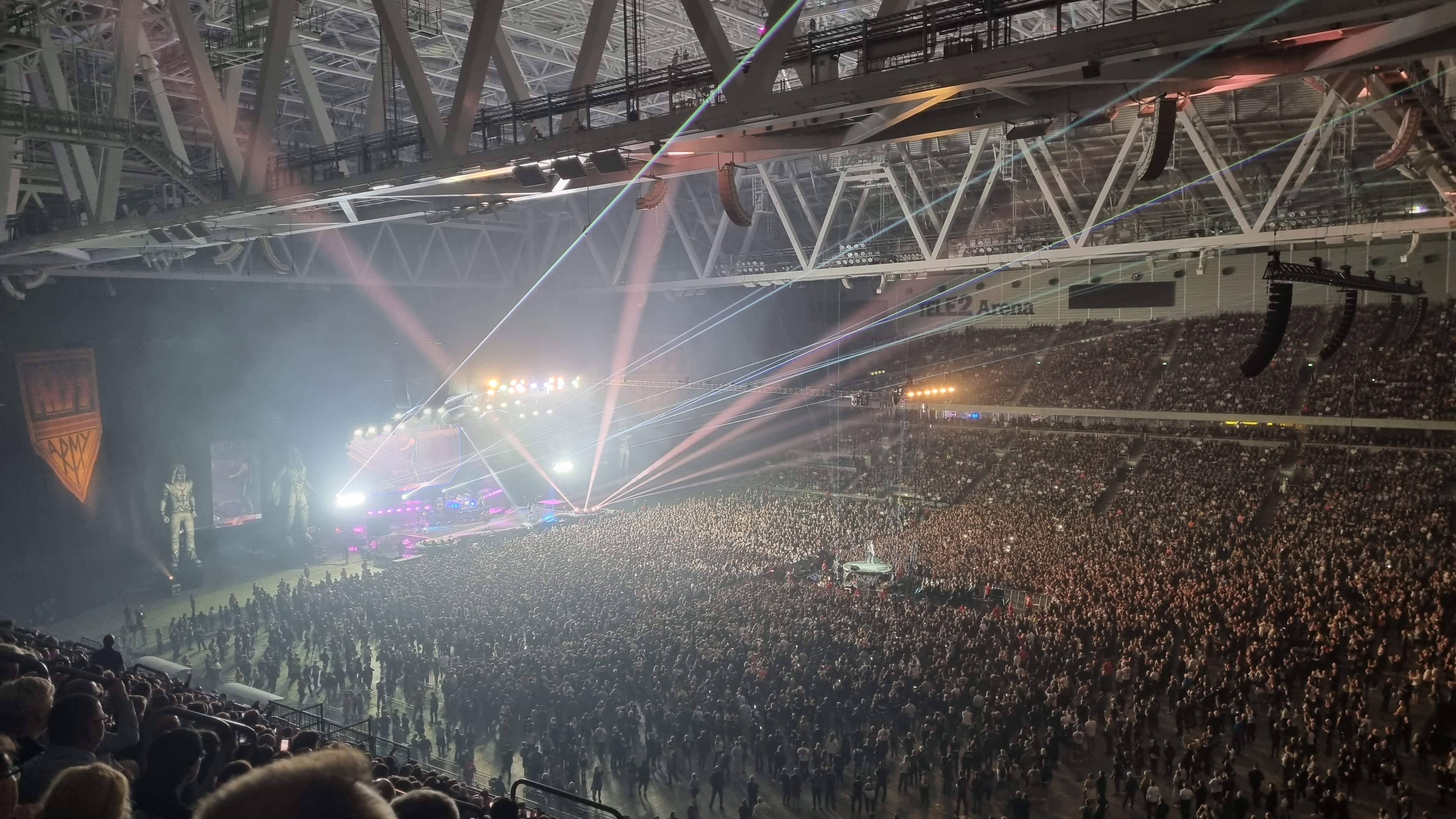
Kiss uppträder på Tele 2 Arena, Stockholm 2022.

KISS
- Paul Stanley – sång, kompgitarr
- Gene Simmons – sång, elbas
- Tommy Thayer – sologitarr, sång
- Eric Singer – trummor, piano, sång